# Alexander Kobrin
Alexander Yevgenyevich Kobrin (Александр Кобрин) nacido el 20 de marzo de 1980 en Moscú es un profesor de música y pianista ruso.

## Formación
A los cinco años se matriculó en la Escuela Especial de Música de Gnessin,especializada en alumnos superdotados, donde su maestra principal fue Tatiana Zelikman. Cuando cumplió dieciocho años, se matriculó en el Conservatorio Chaikovski de Moscú, como alumno del legendario maestro Lev Naumov, donde consiguió su título de posgrado.

## Participación en concursos
Cuando era adolescente, Kobrin ganó varios concursos de piano para jóvenes, pero ganó su primer concurso para adultos, el Concurso Internacional de Piano de Escocia, cuando tenía 18 años. Al año siguiente, en 1999, ganó el prestigioso Concurso Busoni, después de varios años en los que no se había concedido el primer premio porque la actuación de ningún competidor se había considerado merecedora del mismo. En 2000, Yundi Li fue el ganador y Kobrin quedó tercero en el XIV Concurso Internacional de Piano Chopin en Varsovia. Más tarde, Kobrin ganó el primer premio de Concurso de piano de Hamamatsu, en Japón.
En junio de 2005 ganó el célebre Concurso Internacional de Piano Van Cliburn, con un premio en efectivo de 20.000 dólares, una grabación en disco compacto, giras de conciertos, gestión profesional tanto en Estados Unidos como en Europa y viajes subvencionados en Estados Unidos.

## Trayectoria y docencia
Incluso antes de su victoria en el Van Cliburn, Kobrin mantenía una extensa agenda de conciertos en Europa y Asia. Ha actuado con los Virtuosos de Moscú, la Orquesta de la Suisse Romande, la Orquesta de Cámara Virtuosos de Salzburgo, la Orquesta Sinfónica Estatal de Moscú, la Orquesta Sinfónica de Río de Janeiro, la Orquesta de Cámara Inglesa y las Orquestas Sinfónicas de Osaka y Tokio. Después, ha actuado con innumerables orquestas, incluidas la Filarmónica de Nueva York,  la Filarmónica Real de Liverpool,  la Orquesta Sinfónica de Dallas.
Kobrin ha recibido muchos elogios de sus conciertos, incluido The New York Times que afirmó que "no renunció ni a la suavidad ni a la fluidez dinámica que permite el piano moderno, y dio rienda suelta a su sentido de la fantasía... creando un espíritu casi confesional". 
Kobrin está especialmente interesado en la música de los períodos clásico y romántico. Ha grabado un disco compacto exclusivamente de Chopin junto con el disco compacto de algunas de sus actuaciones en el concurso Van Cliburn. Los sellos Quartz Music y Centaur Records han producido muchas grabaciones conocidas de Kobrin, incluido su álbum Complete Chopin Sonatas.  Kobrin ha enseñado en la Academia Estatal de Música de Gnessin en Moscú, pero en el otoño de 2009 se trasladó a los Estados Unidos. Allí ha enseñado en la Escuela de Música Schwob de la Universidad Estatal de Columbus y en la Escuela Steinhardt de Cultura, Educación y Desarrollo Humano de la Universidad de Nueva York .  Kobrin se unió a la facultad de piano de la Escuela de Música Eastman en el otoño de 2017. A partir del otoño de 2023, Kobrin forma parte también del cuerpo docente de la Università della Svizzera italiana en el departamento de educación continua de piano.  Continúa actuando principalmente como solista y músico de cámara, y frecuentemente aparece como miembro del jurado en concursos internacionales de piano. 